# Angelique Widjaja
Angelique Widjaja (Bandung, 12 dicembre 1984) è un'ex tennista indonesiana.

## Biografia
La sua prima vittoria importante da professionista l'ebbe al Commonwealth Bank Tennis Classic nel 2001 battendo in finale Joannette Kruger  con un punteggio di 7–6(2), 7–6(4): nell'occasione stabilì un record, quello di un torneo WTA vinto col ranking più basso (era alla posizione numero 579). Lo stesso anno si aggiudicò anche il torneo di Wimbledon 2001 - Singolare ragazze prevalendo in finale su Dinara Safina con il punteggio di 6-4 0-6 7-5.
Nel 2002 vinse l'Open di Francia 2002 - Singolare ragazze sconfiggendo in finale Ashley Harkleroad con un punteggio di 3–6, 6–1, 6–4. Da professionista si aggiudicò il torneo di Pattaya.
Nel 2003, anno in cui si portò al 55º posto del ranking mondiale, arrivò al terzo turno al Pacific Life Open 2003 - Singolare femminile: in doppio arrivò ai quarti di finale all'US Open 2003 - Doppio femminile e al Torneo di Wimbledon 2003 - Doppio femminile con María Vento-Kabchi. La coppia pervenne allo stesso risultato anche all'Australian Open 2004.
Nel 2004 rappresentò l'Indonesia alle Olimpiadi di Atene, singolare femminile, dove uscì al secondo turno per mano di Karolina Šprem (al primo turno aveva eliminato Tamarine Tanasugarn).
Fece parte della squadra indonesiana di Fed Cup dal 2001 al 2004 e di nuovo nel 2006.
Dopo l'evento olimpico si dedicò quasi esclusivamente alla specialità del doppio, fino al ritiro nel 2008.
Come singolarista ha sconfitto tra le altre Dinara Safina, Jelena Janković, Patty Schnyder, Anna Kurnikova, Alicia Molik.

## Vita privata
Vive in Indonesia col marito e i due figli gemelli, un maschio e una femmina, nati nel 2016.

## Statistiche

### Risultati in progressione
| Sigla | Risultato               |
| ----- | ----------------------- |
| V     | Vincitore               |
| F     | Finalista               |
| SF    | Semifinalista           |
| O     | Oro olimpico            |
| A     | Argento olimpico        |
| SF    | Bronzo olimpico         |
| QF    | Quarti di Finale        |
| 4T    | Quarto turno            |
| 3T    | Terzo turno             |
| 2T    | Secondo turno           |
| 1T    | Primo turno             |
| RR    | Round Robin             |
| LQ    | Turno di qualificazione |
| A     | Assente                 |
| ND    | Non disputato           |

| Legenda superfici    |
| -------------------- |
| Cemento              |
| Terra battuta        |
| Erba                 |
| Superficie variabile |

#### Singolare nei tornei del Grande Slam
| Torneo          | 2002 | 2003 | 2004 | 2005 | 2006 | 2007 | 2008 |
| --------------- | ---- | ---- | ---- | ---- | ---- | ---- | ---- |
| Australian Open | A    | 1T   | 1T   | A    | A    | A    | A    |
| Open di Francia | 2T   | 1T   | A    | A    | A    | A    | A    |
| Wimbledon       | 2T   | 2T   | 1T   | A    | A    | A    | A    |
| US Open         | 2T   | 1T   | 1T   | A    | A    | A    | A    |

#### Doppio nei tornei del Grande Slam
| Torneo          | 2002 | 2003 | 2004 | 2005 | 2006 | 2007 | 2008 |
| --------------- | ---- | ---- | ---- | ---- | ---- | ---- | ---- |
| Australian Open | A    | 1T   | QF   | A    | A    | A    | A    |
| Open di Francia | 3T   | 2T   | 1T   | A    | A    | A    | A    |
| Wimbledon       | 1T   | QF   | QF   | A    | A    | A    | A    |
| US Open         | 1T   | QF   | 1T   | A    | A    | A    | A    |

#### Doppio misto nei tornei del Grande Slam
| Torneo          | 2002 | 2003 | 2004 | 2005 | 2006 | 2007 | 2008 |
| --------------- | ---- | ---- | ---- | ---- | ---- | ---- | ---- |
| Australian Open | A    | A    | 2T   | A    | A    | A    | A    |
| Open di Francia | A    | A    | QF   | A    | A    | A    | A    |
| Wimbledon       | A    | A    | 2T   | A    | A    | A    | A    |
| US Open         | A    | A    | 1T   | A    | A    | A    | A    |